# Mikroregion Kroměřížsko
Mikroregion Kroměřížsko je sdružení právnických osob v okresu Kroměříž, jeho sídlem je Kroměříž a jeho cílem je rozvoj regionu. Sdružuje celkem 11 obcí a byl založen v roce 2002.

## Obce sdružené v mikroregionu
- Bezměrov
- Jarohněvice
- Kroměříž
- Lubná
- Lutopecny
- Rataje
- Skaštice
- Střížovice
- Šelešovice
- Bařice-Velké Těšany
- Zlobice